# Farní sbor Českobratrské církve evangelické v Semonicích
Farní sbor Českobratrské církve evangelické v Semonicích je sborem Českobratrské církve evangelické v Semonicích. Sbor spadá pod Královéhradecký seniorát.
Farářem sboru je Radim Žárský a kurátorem sboru je Jaroslav Andrejs.

## Faráři sboru
- Timoteus Blahoslav Kašpar (1909–1913) diplomatická služba v Londýně
- František Ženatý (1920–1931)
- Timoteus Blahoslav Kašpar (1932–1941)
- Stanislav Růžička (1941–1946)
- Bohumil Lopour (1946–1976)
- Jan Škubal (1979–1986)
- Jiří Weinfurter (1990–1991)
- Jiří Weinfurter (1992–1997)
- Jaroslav Kučera (2002–2010)
- Radim Žárský (2011–)